# Карпухин, Илья Игоревич
Илья́ И́горевич Карпу́хин (род. 13 июля 1998, Челябинск) — российский хоккеист, защитник «СКА», выступающего в КХЛ.

## Карьера

### В клубе
Воспитанник челябинского «Трактора». С 2015 по 2018 год выступал в МХЛ за молодёжную команду «Белые Медведи» и юниорскую сборную России. С сезона 2016/17 играет за «Челмет» в ВХЛ. В КХЛ дебютировал 19 сентября 2018 года в гостевом матче против московского «Спартака». 19 декабря в гостевом матче против нижегородского «Торпедо» в своём седьмом матче забросил в овертайме первую шайбу. 
27 декабря 2024 года был обменян в «СКА» на Василия Глотова и Арсения Коромыслова. 

### В сборной
Вызывался в юниорскую сборную, в составе молодёжной сборной принимал участие в Кубке Чёрного моря и Турнире четырёх наций.